# (31777) Amywinegar
1999 JO125 (asteroide 31777) é um asteroide da cintura principal. Possui uma excentricidade de 0.05469790 e uma inclinação de 3.12140º.
Este asteroide foi descoberto no dia 10 de maio de 1999 por LINEAR em Socorro.